# Delia Salvi
Delia Salvi, Ph.D., all'anagrafe Delia Nora Salvi (New York, 17 ottobre 1927 – Los Angeles, 2 marzo 2015), è stata un'attrice, docente e scrittrice statunitense, caratterista di cinema, televisione e teatro.

## Biografia

### Vita privata
Delia Salvi nacque a Manhattan-New York, figlia unica di Guglelmo Salvi, un odontoiatra dell'USCG - United States Coast Guard, e dell'attrice Ester Falcone, in arte Renata Vanni, due immigrati italiani che si conobbero e si sposarono a Napoli il 9 settembre 1926. Fu compagna di Lee Strasberg, direttore dell'Actors Studio. Non si sposò mai e non ebbe figli.
Morì a West Hollywood (Los Angeles), dove abitava, ed è sepolta accanto alla madre presso il Pierce Brothers Westwood Village Memorial Park Cemetery di Westwood, Los Angeles.

### Studi
Dopo aver seguito i corsi di studio a Manhattan-New York, nel 1940, all'inizio della Seconda guerra mondiale, si trasferì a Los Angeles con la madre, che aveva firmato un contratto con la Warner Brothers per lavorare a Hollywood.
Dopo la laurea e il MFA - Master of Fine Arts presso la STFT - School of Theatre, Film and Television dell'UCLA - University of California, Los Angeles, iniziò la sua carriera cinematografica come attrice nel 1953 con una parte nel film Da qui all'eternità; nel 1969 acquisì un Dottorato di ricerca (Ph.D.), sempre all'UCLA, con una tesi sulla Storia dell'Actors' Laboratory Theatre di Hollywood.
Frequentò anche l'Actors Studio di New York, apprendendo il Metodo Stanislavskij e sviluppandone uno proprio, legandosi in stretta amicizia con il suo storico direttore, Lee Strasberg, dal 1950 al 1982.

### Attività di docenza
Delia Salvi divenne una delle più importanti docenti di "Recitazione Professionale" dell'Actors Studio (tra gli altri, ebbe tra i suoi allievi John Travolta, Geena Davis, Craig Berko, Mia Sara) e Stage Directing (insegnante per la preparazione di film) di attori come Marlon Brando, Tom Hanks, Sophia Loren, Harrison Ford, Steve Martin e altri. Per oltre un trentennio fu professore ordinario, una delle prime donne ad esserlo, presso la cattedra di "Recitazione e Regia", poi docente decana presso la STFT - School of Theatre, Film, and Television dell'UCLA - University of California, Los Angeles.
Condusse corsi di perfezionamento, stage e master, sia per l'Actors Studio sia per l'UCLA, a Portland, Seattle e in California, Oregon e Washington, così come in molte città e paesi europei: ad Amsterdam, Bruxelles, Madrid, Parigi, Roma, Belgio, Paesi Bassi, Italia, ed extraeuropei: Toronto e Tel Aviv, etc.) e fu docente dei Master universitari dell'Accademia Nazionale del Cinema di Roma, svolti all'UCLA di Los Angeles, annualmente dal 2009 al 2011.

### Attività lavorativa
Iniziò la sua carriera artistica all'età di 6 anni, nel 1933, entrando come cantante nel Children's Opera Group, che si esibiva nell'Italian Theater & Radio di New York e cinematografica come attrice, come detto, nel 1953 con una parte (interpretando "Billie") nel film Da qui all'eternità e interpretò almeno 13 film per il cinema, 3 per la televisione, nonché episodi per 5 serie TV.
Recitò e diresse come regista, oltre che per il cinema e per la televisione, anche per il teatro.
Fu, inoltre:
- Membro del Consiglio di Audizione e Membro a vita dell'Actors Studio;
- Membro fondatore del Quadrivio Productions dell'UCLA - University of California, Los Angeles;
- Membro Votante dell'AMPAS - Academy of Motion Picture Arts and Sciences[9], ovvero Giurato per l'assegnazione dei Premi Oscar.

Il suo libro "Friendly Enemies: Maximizing the Director-actor Relationship" è stato citato come uno dei sei "fantastic books for people interested in acting and understanding the actor's process, the acting books everyone should read" ("fantastici libri per le persone interessate alla recitazione e a capire il processo dell'attore, libri che ognuno dovrebbe leggere") da The Lee Strasberg Theatre and Film Institute.

## Filmografia parziale

### Cinema
- Da qui all'eternità (From Here to Eternity), regia di Fred Zinnemann (1953)
- Lontano dalle stelle (Bad for each other), regia di Irving Rapper (1953)
- Brama di vivere (Lust for Life), regia di Vincente Minnelli e George Cukor (1956)
- The Party Crashers (The Party Crashers), regia di Bernard Girard (1958)
- Pagare o morire (Pay or Die!), regia di Richard Wilson (1960)
- Le 5 mogli dello scapolo (Who's Been Sleeping in My Bed?), regia di Daniel Mann (1963)
- Rapporto a quattro (Justine), regia di George Cukor e Joseph Strick (1969)
- Pastasciutta... amore mio! (Fatso), regia di Anne Bancroft (1980)
- L'ultima coppia sposata (The Last Married Couple in America), regia di Gilbert Cates (1980)
- Competition (The Competition), regia di Joel Oliansky (1980)
- Sois belle et tais-toi, regia di Delphine Seyrig (1981)
- Shadow Play, regia di Susan Shadburne (1986)
- Sono tutte stupende le mie amiche, regia di Roger A. Fratter (2012)

### Televisione
- Crusader – serie TV, episodio 1x10 (1955)
- Gli anni senza legge (The Lawless Years) – serie TV, episodio 2x06 (1959)
- Kojak – serie TV, episodio 1x05 (1973)
- La fabbrica Cracker (The Cracker Factory), regia di Burt Brinckerhoff – film TV (1979)
- Madre e figlia: The Loving War (Mother and Daughter: The Loving War), regia di Burt Brinckerhoff – film TV (1980)
- Il mondo nuovo (Brave New World), regia di Burt Brinckerhoff – film TV (1980)
- Le ragazze della terra sono meglio (They Came from Outer Space) – serie TV, episodio 1x01  (1990)
- In viaggio nel tempo (Quantum Leap) – serie TV, episodio 3x21 (1991)
- Sisters – serie TV, 1 episodio (1991)